# Middlesex Guildhall
Pour les articles homonymes, voir Guildhall.
Le Middlesex Guildhall est un édifice public de la ville de Londres, capitale du Royaume-Uni. Il abrite la Cour suprême du Royaume-Uni et le comité judiciaire du Conseil privé.

## Situation
L'édifice s'élève au sud-ouest de Parliament Square, dans la Cité de Westminster, en face du palais du Parlement.

## Histoire
Il est construit en 1912 et 1913 sur les plans de l'architecte James S. Gibson dans un style « gothique art nouveau » qui rappelle les bâtiments du Moyen Âge. Il abrite les séances du conseil du comté du Middlesex jusqu'à sa disparition en 1965. Il est ensuite utilisé par la Cour de la Couronne.
Il est rénové entre 2007 et 2009 (sous la houlette notamment de l'architecte Elsie Owusu) pour abriter la Cour suprême et le comité judiciaire du Conseil privé.